# QRS-Komplex

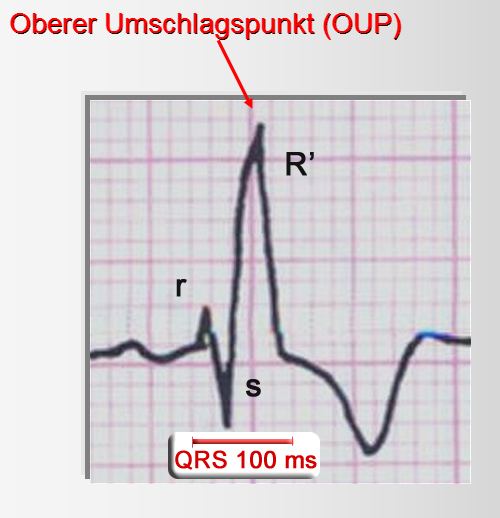
Der QRS-Komplex in Ableitung V_{1} bei inkomplettem Rechtsschenkelblock

Als QRS-Komplex, QRS-Gruppe, Kammerkomplex oder einfach QRS wird in der Medizin eine Gruppe von Ausschlägen im Elektrokardiogramm (EKG) bezeichnet, die durch die Depolarisation der beiden Herzkammern verursacht wird.

## Beschreibung
Der QRS-Komplex kann aus einer negativen Q-Zacke, ein oder zwei positiven R-Zacken und einer oder zwei negativen S-Zacken bestehen, wobei kleine Zacken mit kleinen Buchstaben (q, r und s) und große Zacken mit großen Buchstaben (Q, R und S) bezeichnet werden. Die Größe (Amplitude) der Zacken variiert von Ableitung zu Ableitung und hängt von der Lage der elektrischen Herzachse ab. Die Dauer bzw. Breite des QRS-Komplexes variiert in geringem Maße alters- und geschlechtsabhängig. Der am häufigsten genannte obere Grenzwert liegt bei 0,12 Sekunden (120 ms), die normale QRS-Dauer wird meist mit höchstens 110–120 ms angegeben.

## Q-Zacke
Die Q-Zacke bezeichnet den Beginn der Kammererregung. Sie ist ein kleiner negativer Ausschlag. Während der Q-Zacke wird das Aktionspotenzial in Richtung der Ventrikelbasis weitergeleitet. Der negative Ausschlag resultiert daraus, dass jene Ausbreitung gegen die Richtung des Herzvektors/der Herzachse verläuft. Besonders schnell erfolgt die Erregungsleitung in den Papillarmuskeln, die von der Herzspitze zu den Atrioventrikularklappen ziehen. Da das Aktionspotenzial nun etwas früher bei den Klappen als bei den Myokardzellen ankommt, schließen sich diese etwas frühzeitig. So wird sichergestellt, dass bei der Kontraktion der Kammern kein Blut aus den Ventrikeln in die Vorhöfe rückfließen kann.
Die Q-Zacke sollte nicht breiter als 0,04 Sekunden (40 ms) sein und eine Amplitude von weniger als einem Viertel der R-Zacke haben. Breitere und tiefere („pathologische“) Q-Zacken können auf einen alten Herzinfarkt oder bei Neugeborenen auf eine Septumhypertrophie hindeuten. Ausschließlich negative Kammerkomplexe werden als QS-Komplex bezeichnet. Wenn der Beginn der Kammererregung einen positiven Ausschlag hat, dann heißt der schon R-Zacke und es gibt in dieser Ableitung keine Q-Zacke.

## R-Zacke
Die R-Zacke stellt die höchste Zacke des Elektrokardiogramms dar, da hier die größte elektrische Aktivität zu finden ist. Diese repräsentiert die Depolarisation des Myokards (Herzmuskulatur) beider Kammern. Sie ist meist schlank und groß und variiert je nach elektrischer Herzachse. Verbreiterte und gekerbte R-Zacken weisen auf eine Störung der Erregungsleitung im Herzen hin und werden beim Rechtsschenkelblock und Linksschenkelblock beobachtet. Eine reduzierte R-Amplitude kann Hinweis für einen zurückliegenden Herzinfarkt sein. Tritt nach der S-Zacke ein weiterer positiver Ausschlag auf, so wird dieser je nach Größe als r' oder R' bezeichnet.

## S-Zacke
Ein auf die R-Zacke folgender und meist kleiner negativer Ausschlag im EKG wird S-Zacke genannt. Folgt ein negativer Ausschlag auf eine R'- oder r'-Zacke, so erhält er je nach Größe die Bezeichnung S’ oder s’.

## Oberer Umschlagspunkt
Als oberer Umschlagspunkt (OUP) oder Beginn der größten Negativitätsbewegung (GNB) oder intrinsic deflection bezeichnet man den Beginn der endgültigen Abwärtsbewegung innerhalb des QRS-Komplexes. Er sollte in Ableitung V1 maximal 30 ms und in Ableitung V6 maximal 55 ms nach Beginn des QRS-Komplexes auftreten.

## J-Punkt
Der Punkt, an dem der QRS-Komplex in die ST-Strecke übergeht, wird J-Punkt genannt. Er ist wichtig als Bezugspunkt für die Messung der QRS-Breite oder auch einer ST-Hebung oder -Senkung. Nicht immer ist eine klare Grenze zwischen QRS-Komplex und ST-Strecke erkennbar, insbesondere bei verbreiteterem QRS-Komplex oder geneigtem Verlauf der ST-Strecke. Es gibt keinen eindeutigen Konsens darüber, wie dann der J-Punkt definiert werden soll.
Mögliche Definitionen sind:
- Der erste "Wendepunkt" an dem sich die Steigung der S-Zacke ändert.[3]
- Der Punkt, an dem der EKG-Verlauf eher horizontal als vertikal wird.[4]